# فوجی‌وارا ۶۴۱۰
سیارک ۶۴۱۰ (به انگلیسی: 6410 Fujiwara، نامگذاری:1992WO4) شش هزار و چهارصد و دهمین سیارک کشف شده‌است که در ۲۹ نوامبر ۱۹۹۲ کشف شد.
قدر مطلق سیارک برابر ۱۲٫۲۰ است.